# IC 218
IC 218 – galaktyka spiralna, znajdująca się w konstelacji Wieloryba. Została odkryta 26 grudnia 1893 przez Stéphana Javella.